# Sovran
Albums de Draconian
A Rose for the Apocalypse
(2011) Under a Godless Veil
(2020)
Singles
Sovran est le sixième album studio de Draconian sorti le 30 octobre 2015 via Napalm Records. C'est le premier album avec la nouvelle chanteuse Heike Langhans (: LOR3L3I :, ISON), depuis le départ de Lisa Johansson en 2011. C'est également le dernier album à présenter le bassiste Fredrik Johansson, qui quitte le groupe en avril 2016. 
Un lyrics vidéo pour la chanson "River Between Us" est paru 16 octobre 2015 suivit par un clip pour la chanson "Stellar Tombs" , le 29 janvier 2016.

## Titres
Toutes les paroles sont écrites par Anders Jacobsson exceptées celles mentionnées, toute la musique est composée par Johan Ericson.
| No  | Titre                                                      | Durée |
| --- | ---------------------------------------------------------- | ----- |
| 1.  | Heavy Lies the Crown                                       | 6:39  |
| 2.  | The Wretched Tide                                          | 6:09  |
| 3.  | Pale Tortured Blue                                         | 6:14  |
| 4.  | Stellar Tombs                                              | 6:02  |
| 5.  | No Lonelier Star                                           | 7:50  |
| 6.  | Dusk Mariner (Heike Langhans, Anders Jacobsson)            | 8:00  |
| 7.  | Dishearten (Heike Langhans, Anders Jacobsson)              | 6:37  |
| 8.  | Rivers Between Us                                          | 6:48  |
| 9.  | The Marriage of Attaris (Heike Langhans, Anders Jacobsson) | 8:54  |
| 10. | With Love and Defiance (limited digipak bonus track)       | 4:21  |

## Membres
- Heike Langhans - chant
- Anders Jacobsson - chant
- Johan Ericson - guitare solo, chœurs
- Daniel Arvidsson - guitare rythmique
- Fredrik Johansson - basse
- Jerry Torstensson - batterie, percussions
- Daniel Änghede (de Crippled Black Phoenix ) - Chant clair sur "Rivers Between Us".

## Production
- Arrangé et produit par Johan Ericson et Draconian, coproduit par David Castillo et Jakob Hermann.